# Batalha de Günzburg
A Batalha de Günzburg foi uma batalha que teve lugar a 9 de Outubro de 1805, cujo objectivo era a tomada de uma ponte sobre o Danúbio, em Günzburg, pelas forças francesas comandadas pelo general-de-divisão Jean-Pierre Firmin Malher, face a um exército austríaco, liderado pelo tenente-general Karl Mack von Leiberich. A divisão de Malher conseguiu capturar a ponte e mantê-la face aos contra-ataques austríacos. A batalha ocorreu durante as guerras da Terceira Coligação no contexto alargado das Guerras Napoleónicas.
Após a invasão da Baviera pelas tropas austríacas de Mack, esta região foi alvo de uma forte ofensiva pelo exército de Napoleão. Quando os corpos de Napoleão ameaçaram cercar o exército de Mack, este manteve as suas tropas, erradamente, perto da cidade de Ulm. À medida que as forças francesas iam bloqueando as vias da retirada austríaca a leste, Mack tentou mover o seu exército para o lado sul do Danube. Depois de ter recebido ordens para tomar as pontes do Danúbio, o marechal de França Michel Ney enviou Malher para capturar a travessia em Günzburg. O principal ataque de Malher às duas pontes fracassaram face a uma forte defesa austríaca. Contudo, a chegada atrasada de uma unidade francesa permitiu a captura da ponte leste ,que tinha sido recentemente construída pelos austríacos, e a sua manutenção até à noite. Desencorajado pela presença dos franceses, Mack deu ordem para que os seus soldados retirassem para Ulm, a 22 km a sudoeste de Günzburg.